# Giuseppe Ceneri
Giuseppe Ceneri (Bologna, 17 gennaio 1827 – Bologna, 7 giugno 1898) è stato un politico italiano.

## Biografia
Fu senatore del Regno d'Italia nella XVI legislatura.
Fu iniziato in Massoneria nei primi anni Sessanta, nella loggia di Bologna Concordia Umanitaria, in seguito fu membro della loggia romana Propaganda Massonica del Grande Oriente d'Italia.
È sepolto nel Chiostro Maggiore, lato sud-est, arco 19 della Certosa di Bologna.